# Bahnhof Ellwangen
Der Bahnhof Ellwangen ist der Bahnhof von Ellwangen (Jagst). Er liegt an der Bahnstrecke Goldshöfe–Crailsheim (Obere Jagstbahn) und ist der größte und wichtigste Bahnhof zwischen Goldshöfe und Crailsheim.

## Geschichte
Zusammen mit der Fertigstellung der Oberen Jagstbahn im November 1866 wurde auch der Bahnhof Ellwangen wenige hundert Meter nördlich des historischen Stadtkerns eröffnet. Bereits in der Zeit um 1870 wurde über den Bau einer Bahnverbindung von Ellwangen nach Dinkelsbühl weiter in Richtung Nürnberg verhandelt. Die Pläne wurden allerdings schon wenige Jahre später wieder aufgegeben, da sich die Streckenführung der Strecke über Crailsheim und Ansbach als deutlich kürzer und vorteilhafter herausstellte. Somit blieb der Bahnhof von Ellwangen weiter ein reiner Durchgangsbahnhof an der eingleisigen Strecke. Zu Beginn des 20. Jahrhunderts gab es erneut Bestrebungen, eine Lokalbahnstrecke von Ellwangen ins östliche Hinterland über Röhlingen und Pfahlheim nach Tannhausen zu führen. Jedoch auch diese Pläne zum Bau dieser Strecke wurden schnell verworfen. 
Im Jahr 1939 sollte die Strecke Goldshöfe–Crailsheim zweigleisig ausgebaut werden, was auch Umbauten im Bereich der Stadt Ellwangen bedeutet hätte. Diese Maßnahme konnte aber wegen des Ausbruchs des Zweiten Weltkriegs nicht begonnen werden.
Im Jahr 1985 wurde die Strecke elektrifiziert; der elektrische Betrieb wurde am 2. Juni 1985 zusammen mit dem Fahrplanwechsel aufgenommen. Mitte der 1990er Jahre wurde der Bahnhofsvorplatz großzügig modernisiert und ein neuer Zentraler Omnibusbahnhof mit 13 Haltestellen sowie ein P+R-Parkplatz in Betrieb genommen. Der alte baufällige Güterschuppen, der sich nördlich des Empfangsgebäudes befand, musste hierzu abgerissen werden.
Im September 2003 wurden sämtliche Güter- und Rangiergleise sowie alle verbliebenen Gleisanschlüsse von der Deutschen Bahn innerhalb einer Nacht abgebaut. Somit kann seither kein Güterwagen mehr in Ellwangen abgefertigt werden.
Von September 2010 bis Anfang April 2011 wurden in Ellwangen die Bahnsteige saniert. Hierbei wurde der Bahnsteig an Gleis 1 auf eine Höhe von 55 Zentimetern angehoben, die Beleuchtung erneuert und ein Dynamischer Schriftanzeiger installiert.

## Empfangsgebäude
Beim im Jahr 1866 errichteten Empfangsgebäude handelt es sich um standardisierte Architektur, des Architekten und Ingenieurs Georg von Morlok. Die Fassade wurde aus regionalem Keupersandstein gefertigt. Im Jahr 1906 wurde das Empfangsgebäude aus Platzgründen an der Nordseite um einen Anbau in gleichem Baustil erweitert.
Im Erdgeschoss befanden sich in der Anfangszeit eine Schalterhalle, mehrere Wartesäle sowie Diensträume der Bahnbediensteten. Im ersten Obergeschoss befand sich die Wohnung des Bahnhofsvorstehers und im zweiten Obergeschoss Wohnungen für weitere Bahnmitarbeiter. Beheizt wurde das Gebäude mit Einzelöfen.
Im Jahr 1951 wurde südlich ein zweckmäßiger Anbau zur Abfertigung von US-Militärangehörigen errichtet. Dieser enthielt neben einem US-Military Ticket Office auch Fahrkartenschalter für die Bevölkerung.
Heute befinden sich im Erdgeschoss des historischen Empfangsgebäudes lediglich Funktionsräume der Deutschen Bahn, die beiden Obergeschosse sind an Gewerbetreibende vermietet. Das Gebäude befindet sich seit Anfang der 2000er-Jahre im Besitz einer privaten Immobiliengesellschaft.
Im südlichen Anbau befand sich bis Jahresende 2021 ein ServicePoint des Verkehrsverbundes OstalbMobil, in dem neben Verbundfahrscheinen auch Fahrkarten für den verbundübergreifenden Bahnverkehr erworben werden konnten. Außerdem befinden sich dort noch eine Zeitschriftenhandlung und ein Imbiss sowie der Dienstraum des örtlichen Fahrdienstleiters mit einem Spurplanstellwerk der Bauart Sp Dr S600.

## Bauliche Anlagen und Anbindung

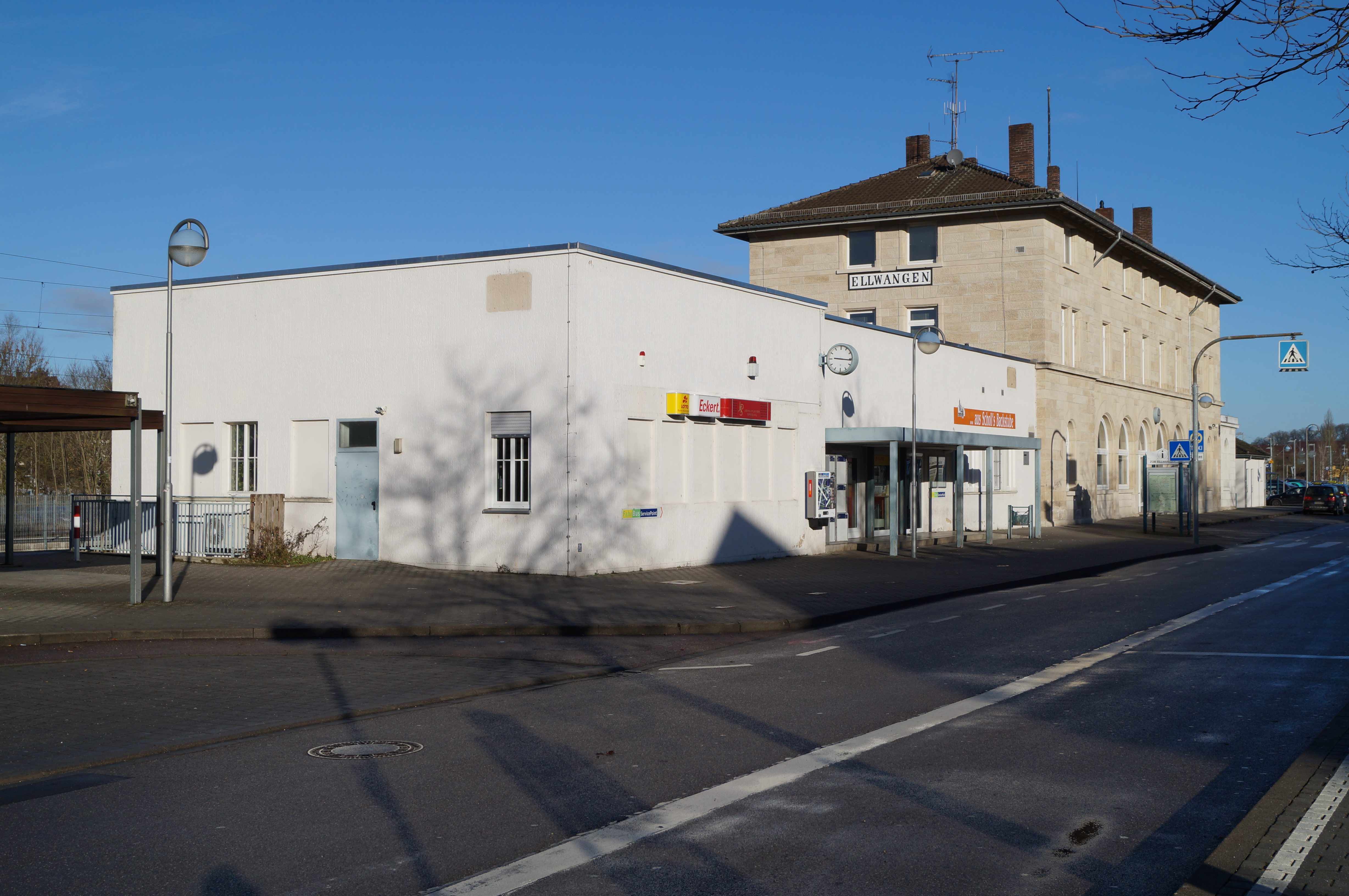
Empfangsgebäude von der Straßenseite

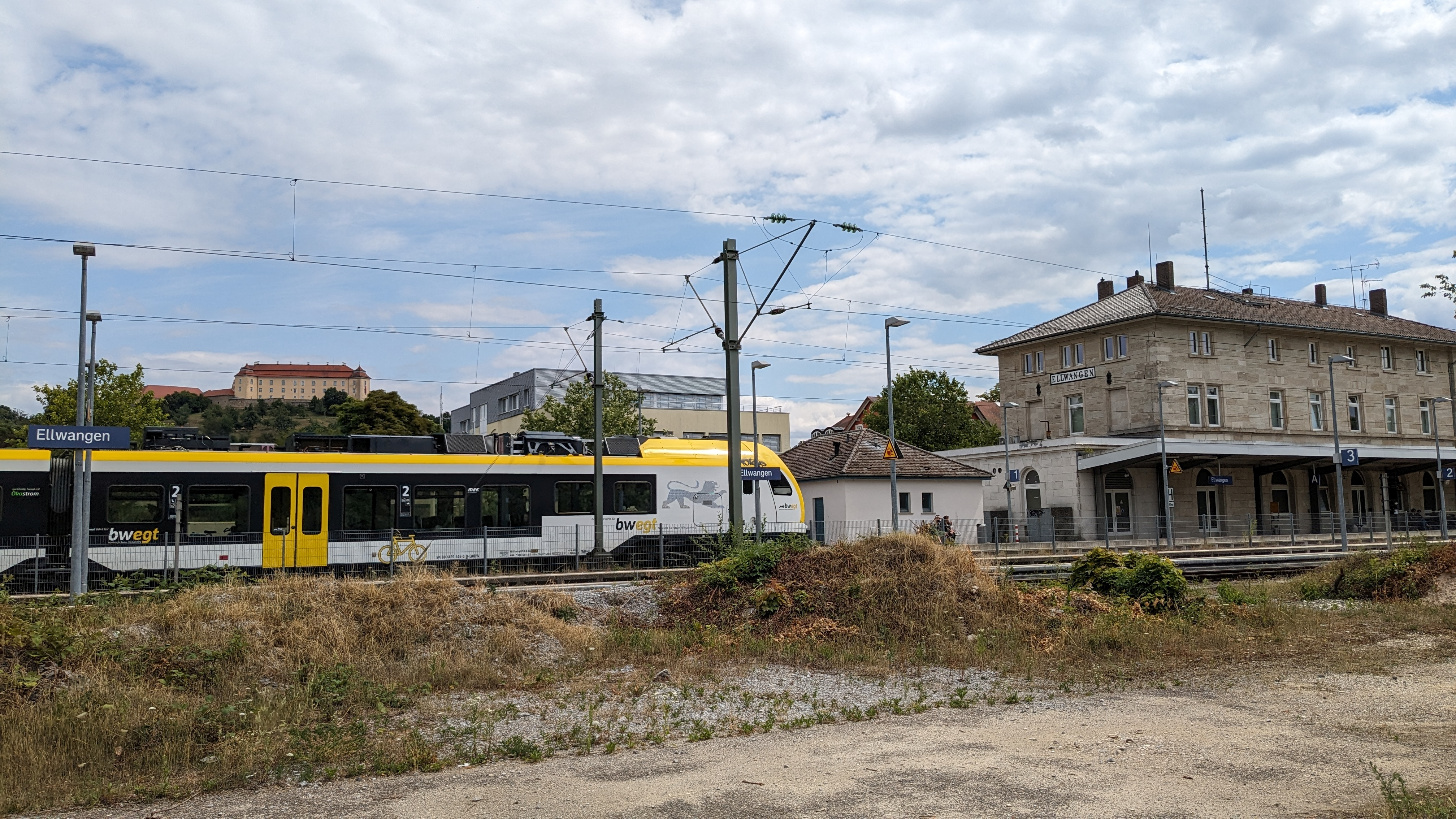
Gleisseite des Bahnhofs mit einem Zug der Linie MEX 13

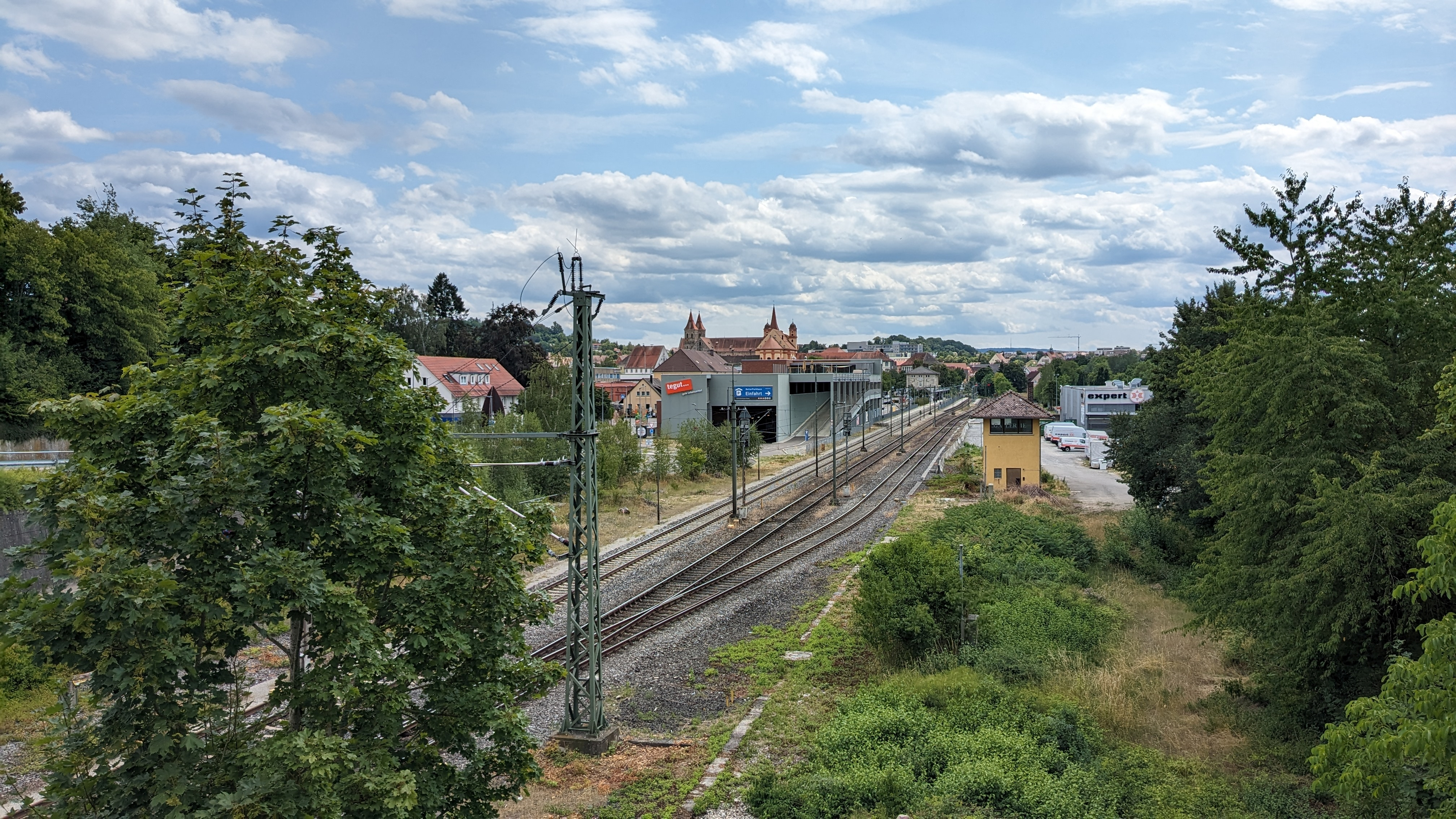
Blick von Norden auf die Gleisanlagen

Der Bahnhof Ellwangen besteht aus drei Durchgangsgleisen mit je einem Bahnsteig.
Der Bahnsteig an Gleis 1 ist 280 m lang und 55 cm hoch; der Bahnsteig an Gleis 2 ist 225 m lang und 26 cm hoch; der Bahnsteig an Gleis 3 112 m lang und ebenfalls 26 cm hoch.
Die Bahnsteige an Gleis 2 und 3 sind nur durch Überschreiten der Gleise zu erreichen. Die Reisendensicherung erfolgt durch eine manuelle Schranke, die vom Fahrdienstleiter bedient wird.
Unmittelbar an den Bahnhof schließt sich ein Zentraler Omnibusbahnhof an, von dem die Regionalbuslinien in das Umland von Ellwangen sowie die Stadtverkehrslinien der Stadt Ellwangen ausgehen.
Als weitere bauliche Anlagen sind noch nördlich des Empfangsgebäudes ein WC-Gebäude sowie ein Video-Reisezentrum, das im Mai 2022 eröffnet wurde, vorhanden. Die alte Laderampe der Güterabfertigung, die zwischenzeitlich als Abstellfläche für Linienbusse genutzt wurde, ist mittlerweile durch ein Geschäftshaus mit Supermarkt überbaut worden.
Auf Höhe der nördlichen Ausfahrsignale befindet sich außerdem noch ein altes Stellwerksgebäude, das als Atelier für einen örtlichen Künstler dient.

## Verkehrsangebot
Neben den Regionalbahn-Zügen nach Stuttgart und Crailsheim halten in Ellwangen auch Intercity der Linie 61, die von Karlsruhe über Stuttgart nach Nürnberg verkehren. Ein Zugpaar wird östlich bis Leipzig verlängert.
| Linie | Laufweg | Frequenz                                                                   |
| ----- | --- | -------------------------------------------------------------------------- |
| IC 61 | Leipzig Hbf – Saalfeld – Nürnberg Hbf – Ansbach – Crailsheim – Ellwangen – Aalen Hbf – Schwäbisch Gmünd – Schorndorf – Stuttgart Hbf – Vaihingen (Enz) – Mühlacker – Pforzheim Hbf – Karlsruhe Hbf | Zweistundentakt (Nürnberg – Karlsruhe), fünf Zugpaare (Leipzig – Nürnberg) |

| Linie  | Strecke                                      | Taktfrequenz                               | Betreiber                 |
| ------ | -------------------------------------------- | ------------------------------------------ | ------------------------- |
| MEX 13 | Stuttgart – Aalen – Ellwangen (– Crailsheim) | Stundentakt; nach Crailsheim zweistündlich | Arverio Baden-Württemberg |

## Sonstiges
Am 29. März 2014 wurde im Bahnhof ein ICE der Baureihe 411 auf den Namen Ellwangen getauft (#216).